# Reichenau (Autriche)
Pour les articles homonymes, voir Reichenau.

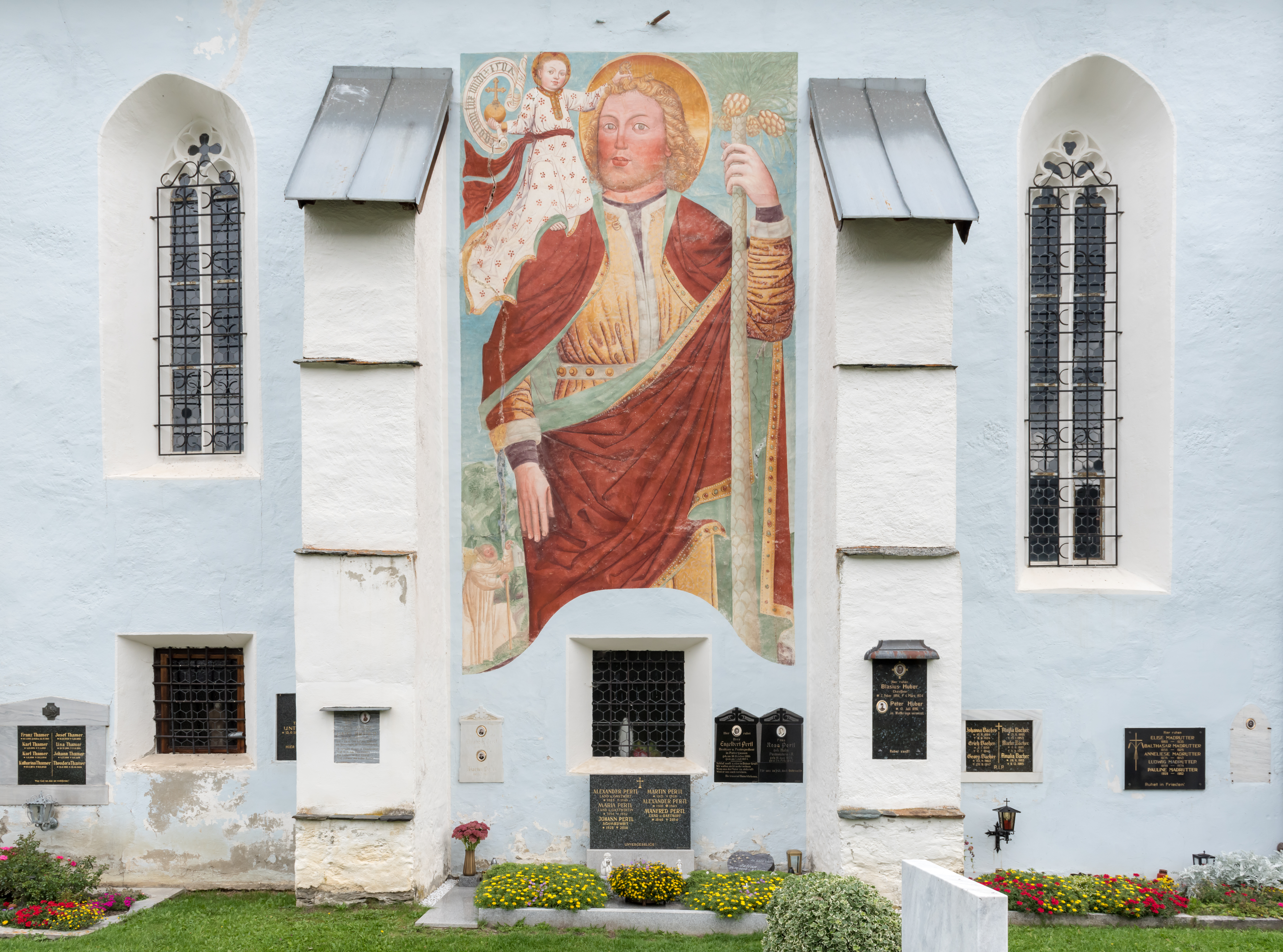
Une fresque représentant saint Christophe sur l'église de la paroisse catholique de Reichenau. Photo septembre 2015.

Reichenau est une commune autrichienne du district de Feldkirchen en Carinthie.